# People from Ibiza
People from Ibiza è il secondo singolo del cantante croato Sandy Marton, pubblicato il 28 giugno 1984 dall'etichetta discografica Ariola.

## Descrizione
È stato inserito nel primo album di inediti del cantante, pubblicato nel 1986 e intitolato Modern Lover. Il singolo verrà ristampato in CD, sono stati ordinati delle tracce in digitale e viene inserito anche versione edita (con lo stesso titolo di copertina People from Ibiza si trova sulla scritta Golden Dance Classics) sull'etichetta ZYX Music nel 2001.
Durante l'estate del 1984, il brano riscuote un grande successo, sia in Italia, dove partecipa (senza vincere) alla fase finale della manifestazione canora Festivalbar, sia in Europa, diventando ovunque un tormentone estivo e un esempio di riferimento dello stile italo disco per tutta la seconda metà degli anni ottanta.
Rimane nella classifica dei singoli più venduti in Italia dal 22 settembre al 24 novembre 1984 senza mai scendere sotto la settima posizione, risultando il 13° singolo più venduto durante il 1984.

## Tracce
7" singolo (Mirto 880147 7 / IBZ NP 410) 
7" singolo (Ariola 106 797)

Lato A
1. People from Ibiza (Edit A) – 3:42 (testo: Claudio Cecchetto – musica: Aleksandar Marton)

Lato B
1. People from Ibiza (Edit B) – 4:10

12" singolo (Ibiza Records IBZ 410) 
12" singolo (Ariola 601 473)

Lato A
1. People from Ibiza (Long Version) – 6:06

Lato B
1. People from Ibiza (Instrumental) – 4:18
2. People from Ibiza (Another Version) – 5:38

12" singolo (Ibiza Remix) (Ibiza Records IBZ 410) 
12" singolo (Ariola 601 552)

Lato A
1. People from Ibiza (Celso Valli, Massimo Carpani, Ibiza Remix) – 8:29

Lato B
1. People from Ibiza (Sun-Mix) – 6:06

CD singolo (ZYX Music GDC 2085 8)
1. People from Ibiza (Vocal Version) – 6:10
2. People from Ibiza (Instrumental Version) – 4:20
3. People from Ibiza (Instrumental Another Version) – 5:41
4. People from Ibiza (Vocal Version Edit) – 3:48

Durata totale: 19:59

## Classifiche
| Classifica (1984) |                        | Posizione massima | Settimane in classifica |
| ----------------- | ---------------------- | ----------------- | ----------------------- |
| Italia(*)         | Italia (bandiera)      | 1                 | 10 (1 al 1°)            |
| Norvegia          | Norvegia (bandiera)    | 4                 | 6                       |
| Svizzera          | Svizzera (bandiera)    | 7                 | 9                       |
| Germania          | Germania (bandiera)    | 10                | 15                      |
| Austria           | Austria (bandiera)     | 14                | 10                      |
| Belgio (Vallonia) | Belgio (bandiera)      | 39                | 1                       |
| Paesi Bassi       | Paesi Bassi (bandiera) | 45                | 1                       |

## Altri utilizzi
- Negli anni successivi, in alcuni spot pubblicitari dell'automobile SEAT Ibiza.
- Dall'ente locale per la promozione turistica dello stesso comune spagnolo di Ibiza.
- La musica del ritornello è stata utilizzata nel 2008 dal gruppo The Bootstraps nel loro brano Sound of Ibiza.
- Nell'edizione 2013 della trasmissione televisiva Tale e quale show, Amadeus imita Sandy Marton cantando questo brano.